# Dolinny-Gletscher
Der Dolinny-Gletscher (russisch Ледник Долинный) ist ein kleiner Talgletscher im ostantarktischen Mac-Robertson-Land. Im Mawson Escarpment fließt er 4 km südlich des im Petkovic-Gletschers in westlicher Richtung zum Lambert-Gletscher.
Der Name des Gletschers ist in seiner russischen Schreibweise auf einer sowjetischen Landkarte aus dem Jahr 1977 verzeichnet.